# Lüterswil
Lüterswil (toponimo tedesco) è una frazione del comune svizzero di Lüterswil-Gächliwil, nel Canton Soletta (distretto di Bucheggberg).

## Storia

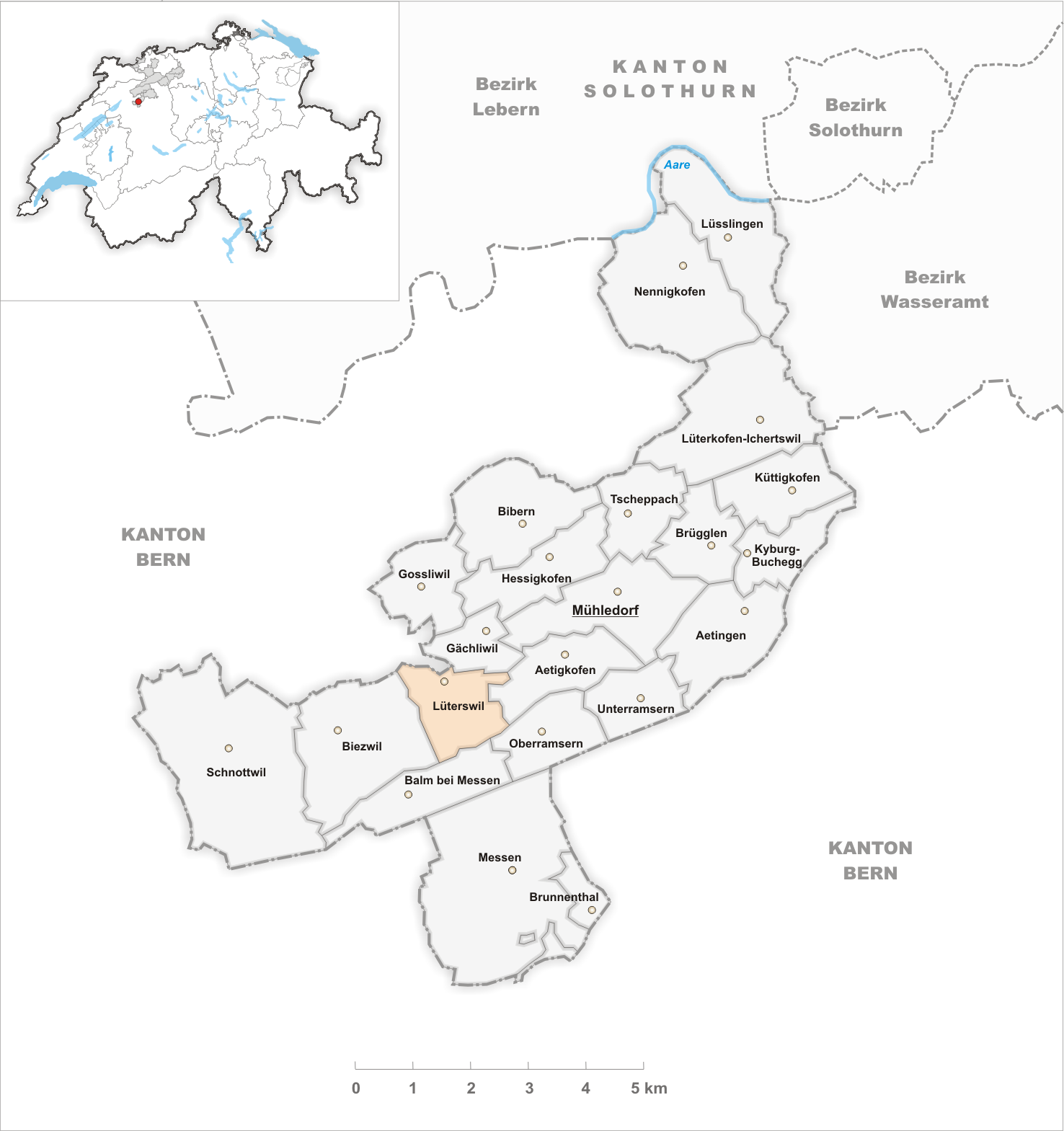
Il territorio del comune di Lüterswil prima degli accorpamenti comunali del 1995

Fino al 1994 è stato un comune autonomo; nel 1995 è stato accorpato all'altro comune soppresso di Gächliwil per formare il nuovo comune di Lüterswil-Gächliwil, del quale Lüterswil è capoluogo.